# Elektrosila
Elektrosila (in russo:Электросила) è una stazione della Linea Moskovsko-Petrogradskaya, la Linea 2 della Metropolitana di San Pietroburgo. È stata inaugurata il 29 aprile 1961.